# Margalida Bover
Margalida Bover i Vadell (Felanich, 1953) es una feminista y ecologista española,conocida por ser la última pareja de Salvador Puig Antich, el último ejecutado por la España franquista. Joan Isaac le dedicó la canción A Margalida en 1976.

## Biografía
Bover era la segunda de ocho hermanas y cuatro hermanos. Antes de cumplir los diecisiete años abandonó su casa y se fue a vivir a una comuna de Ibiza. Al cabo de unos años se fue a vivir a Mataró. Puig Antich y Margalida Bover se conocieron a principios de 1973, y él fue ejecutado en marzo de 1974, tras cinco meses de reclusión en la prisión Modelo de Barcelona. Margalida se fue a vivir a Canarias, regresando por un corto tiempo a Barcelona antes de regresar a vivir a Mallorca definitivamente. No reapareció públicamente hasta treinta años después, cuando las periodistas Constança Amengual y Francesca Mas estrenaron, el 27 de julio de 2022 en la Sala Rívoli de Palma, un documental que contaba su historia, en el marco del Mallorca Atlàntida Film Fest.